# Зюзелка (приток Течи)
Зюзелка (Зюзелга) — река на Южном Урале, протекает по Челябинской области России. Исток реки находится возле озера Большие Ирдяги. Река протекает по Аргаяшскому и Сосновскому районам и впадает в реку Теча. Длина — 58 км, площадь бассейна — 691 км².

## Данные водного реестра
По данным государственного водного реестра России относится к Иртышскому бассейновому округу, водохозяйственный участок реки — Исеть от города Екатеринбург до впадения реки Теча, речной подбассейн реки — Тобол. Речной бассейн реки — Иртыш.